# Eremochelis fuscellus
Eremochelis fuscellus es una especie de arácnido  del orden Solifugae de la familia Eremobatidae.

## Distribución geográfica
Se encuentra en California y en Arizona en (Estados Unidos).